# Law & Order (8.ª temporada)
A oitava temporada da série americana Law & Order foi exibida do dia 24 de setembro de 1997 até o dia 20 de maio de 1998. Transmitida pelo canal NBC, a temporada teve 24 episódios.

## Episódios
| #T | #S  | Título                | Transmissão original  | Notas                                                                                 |
| -- | --- | --------------------- | --------------------- | ------------------------------------------------------------------------------------- |
| 1  | 158 | "Thrill"              | 24 de setembro, 1997  | Baseado no caso Thomas Koskovich e Jayson Vreeland.                                   |
| 2  | 159 | "Denial"              | 8 de outubro, 1997    | Baseado no caso Amy Grossberg e Brian Peterson.                                       |
| 3  | 160 | "Navy Blues"          | 15 de outubro, 1997   | Participação de Kate Walsh.                                                           |
| 4  | 161 | "Harvest"             | 29 de outubro, 1997   | Inspirando em um quadro do programa 60 Minutes.                                       |
| 5  | 162 | "Nullification"       | 5 de novembro, 1997   | Inspirado em várias ações de milícia, como a ocorrida em Ruby Ridge.                  |
| 6  | 163 | "Baby, It's You"      | 12 de novembro, 1997  | Primeira parte de um episódio crossover com a série Homicide: Life on the Street.     |
| 7  | 164 | "Blood"               | 19 de novembro, 1997  | Baseado no caso Anatole Broyard.                                                      |
| 8  | 165 | "Shadow"              | 26 de novembro, 1997  |                                                                                       |
| 9  | 166 | "Burned"              | 10 de dezembro, 1997  |                                                                                       |
| 10 | 167 | "Ritual"              | 17 de dezembro, 1997  | Baseado nas preocupações a cerca da mutilação genital feminina.                       |
| 11 | 168 | "Under the Influence" | 7 de janeiro, 1998    |                                                                                       |
| 12 | 169 | "Expert"              | 21 de janeiro, 1998   |                                                                                       |
| 13 | 170 | "Castoff"             | 28 de janeiro, 1998   | Baseado no caso Andrew Cunanan.                                                       |
| 14 | 171 | "Grief"               | 4 de fevereiro, 1998  | Baseado no caso John Horace.                                                          |
| 15 | 172 | "Faccia a Faccia"     | 25 de fevereiro, 1998 | Baseado no caso Vincent Gigante.                                                      |
| 16 | 173 | "Divorce"             | 4 de março, 1998      |                                                                                       |
| 17 | 174 | "Carrier"             | 1 de abril, 1998      | Baseado no caso Nushawn Williams.                                                     |
| 18 | 175 | "Stalker"             | 15 de abril, 1998     |                                                                                       |
| 19 | 176 | "Disappeared"         | 22 de abril, 1998     | Baseado no caso Ted Kaczynski.                                                        |
| 20 | 177 | "Burden"              | 24 de abril, 1998     | Baseado no caso Jack Kevorkian.                                                       |
| 21 | 178 | "Bad Girl"            | 29 de abril, 1998     | Baseado no caso Karla Faye Tucker.                                                    |
| 22 | 179 | "Damaged"             | 6 de maio, 1998       | Baseado no caso de estupro na Glen Ridge High School.                                 |
| 23 | 180 | "Tabloid"             | 13 de maio, 1998      | - Baseado no caso Diana Spencer e Dodi Fayed. - Episódio co-escrito por Alec Baldwin. |
| 24 | 181 | "Monster"             | 20 de maio, 1998      | Última aparição da promotora assistente Jamie Ross.                                   |

A denominação #T corresponde ao número do episódio na temporada e a #S corresponde ao número do episódio ao total na série

## Elenco

### Law
- Jerry Orbach - Detetive Lennie Briscoe
- Benjamin Bratt - Detetive Rey Curtis
- S. Epatha Merkerson - Tenente Anita Van Buren

### Order
- Sam Waterston - Jack McCoy
- Carey Lowell - Jamie Ross
- Steven Hill - Adam Schiff